# Calamus semierectus
Calamus semierectus är en enhjärtbladig växtart som beskrevs av Renuka och Vijayak. Calamus semierectus ingår i släktet Calamus och familjen Arecaceae. Inga underarter finns listade i Catalogue of Life.